# Berrenda en negro
La berrenda en negro es una raza vacuna española autóctona de Andalucía.

## Morfología
Con un peso superior a los 600 kilos, los ejemplares de esta raza poseen un pelaje blanco y negro de desigual distribución y una cornamenta en forma de gancho alto. Típica raza de las provincias occidentales andaluzas, su carácter es de gran utilidad para su uso como animal de tiro y como cabestro para el manejo de reses de lidia. 